# فرودگاه شهرستان جکسن (جورجیا)
فرودگاه شهرستان جکسن (جورجیا) (به انگلیسی: Jackson County Airport (Georgia)) یک فرودگاه همگانی بهره‌برداری هوایی است که یک باند فرود آسفالت دارد و طول باند آن ۱۵۸۸ متر است. این فرودگاه در کشور ایالات متحده آمریکا قرار دارد و در ارتفاع ۲۹۰ متری از سطح دریا واقع شده‌است.